# Lee Huan
Lee Huan, född 24 september 1917, död 2 december 2010, var en taiwanesisk politiker. Han var Taiwans premiärminister 1989–1990 och innan dess Taiwans utbildningsminister 1984–1987.
Lee Huan studerade i Shanghai och vid Columbia University i New York. Han stödde Lee Teng-hui som tillträdde presidentämbetet år 1988. Det var Lee Teng-hui som utnämnde Lee Huan till premiärminister och premiärministerns avgång år 1990 berodde på meningsskiljaktigheter med presidenten.